# 690-es busz
A 690-es jelzésű elővárosi autóbusz Budapest, Csepel Szent Imre tér és Szigethalom, autóbusz-állomás között közlekedik, Szigetszentmiklós és Halásztelek érintésével. A viszonylatot a MÁV Személyszállítási Zrt. üzemelteti.

## Története
Korábban 2615-ös jelzéssel közlekedett. A 690-es busznak egy gyorsjárata van a 688-as, a 689-es pedig 2012-ben megszűnt.

## Forgalma
Utasterhelése nagy munkanapon reggelenként és délutánonként, mivel Szigethalom, Halásztelek és Szigetszentmiklós lakosai is ezt használják, de a szigetszentmiklósi lakosok csak néhányszor, ha a szigetszentmiklósi 38-as buszcsalád járatai az M0-s autóút óriási dugói miatt nem tudnak beérni a végállomásukra, akkor ezt a járatot választják a gyorsabb utazás reményében, de ezek is bent ragadnak a nagy forgalom vagy a dugók miatt. A reggeli órákban is igen nagy torlódás alakul ki Lakihegyen az M0-s csomópont miatt, főleg a csúcsidőszakban, mert a reggeli buszjáratok többsége is gyakorlatilag tömve megy, mivel az utasok többsége a belvárosba indul el a H7-es HÉV segítségével. A reggeli órákban ötször betér Auchan Sziget áruház megállóhelyre Budapest, Csepel Szent Imre tér felé.

## Járművek
A 690-es járatra a Volánbusz szigethalmi telephelye ad ki buszokat. Korábban Ikarus 280 típusú buszok jártak a vonalon, de azok selejtezésével és áthelyezésével párhuzamosan a járműpark Mercedes-Benz O405GN2 és Neoplan N4020/3 típusú járművekre cserélődött ki. Valamennyi járművet a Volánbusz a berlini közlekedési vállalattól, a BVG-től vette használtan. A Mercedesek csak az alvállalkozók térnyerése során kerültek Szigethalomra, míg a Neoplanok egy része már korábban is itt szolgált.

## Megállóhelyei
| 0                                                                           | 0  | Budapest, Csepel Szent Imre tér végállomás       | 61   | ∫  | 35, 36, 38, 38A, 71, 138, 148, 151, 152, 159, 179, 238, 278 688                                    |
| ∫                                                                           | ∫  | Budapest, Kiss János altábornagy utca            | 60   | ∫  | 38, 38A, 71, 138, 152, 159, 179, 238, 278 688                                                      |
| 2                                                                           | 2  | Budapest, Szent Imre tér HÉV-állomás             | 58   | ∫  | 35, 36, 38, 38A, 71, 138, 148, 151, 152, 159, 179, 238, 278 672, 673, 674, 675, 676, 688           |
| 4                                                                           | 4  | Budapest, Karácsony Sándor utca                  | 55   | ∫  | 36, 38, 38A, 71, 138, 148, 159, 179, 238, 278 672, 673, 674, 675, 688                              |
| 6                                                                           | 6  | Budapest, Csepel, HÉV-állomás                    | 53   | ∫  | 38, 38A, 138, 238, 278 672, 673, 674, 675, 676, 688                                                |
| 8                                                                           | 8  | Budapest, Erdősor utca                           | 50   | ∫  | 38, 38A, 138, 238, 278 673, 674                                                                    |
| 10                                                                          | 10 | Budapest, Vas Gereben utca                       | 48   | ∫  | 38, 38A, 138, 238, 278 673, 674                                                                    |
| 12                                                                          | 12 | Budapest, Tejút utca                             | 46   | ∫  | 38, 38A, 138, 238, 278 672, 673, 674, 675, 676, 688                                                |
| 14                                                                          | 14 | Budapest, Csepeli temető                         | 44   | ∫  | 38, 38A, 138, 238, 278 672, 673, 674, 675, 676                                                     |
| 16                                                                          | 16 | Budapest, Fácánhegyi utca                        | 42   | ∫  | 38, 38A, 138, 238, 278 673, 674, 675, 676                                                          |
| 19                                                                          | ∫  | Budapest, Szilvafa utca                          | 39   | ∫  | 38, 38A, 138, 238, 278                                                                             |
| 20                                                                          | ∫  | Budapest, Almafa utca                            | 37   | ∫  | 38, 38A, 138, 238, 278                                                                             |
| 22                                                                          | ∫  | Budapest, Vízművek lakótelep                     | 35   | ∫  | 38, 38A, 138, 238, 278                                                                             |
| 24                                                                          | ∫  | Budapest, Hárosi Csárda                          | 32   | ∫  | 38, 38A, 138, 238, 278                                                                             |
| Budapest közigazgatási határa                                               |    |                                                  |      |    | |
| Az Auchan Sziget áruházat csak néhány Budapest felé közlekedő menet érinti. |    |                                                  |      |    | |
| ∫                                                                           | ∫  | Szigetszentmiklós, Auchan Sziget áruház          | (30) | ∫  | 38, 38A, 138, 238, 279, 279B, 280, 280B                                                            |
| 26                                                                          | ∫  | Szigetszentmiklós, Áruházi bekötőút              | 29   | ∫  | 38A, 138, 279, 279B, 280, 280B 688, 689, 691                                                       |
| 28                                                                          | ∫  | Szigetszentmiklós, Gát utca                      | 25   | ∫  | 38A, 279, 279B, 280, 280B                                                                          |
| 30                                                                          | ∫  | Szigetszentmiklós, Lacházi fogadó                | 23   | ∫  | 38A, 279, 279B, 280, 280B                                                                          |
| 32                                                                          | ∫  | Szigetszentmiklós, Cseresznyés utca              | 21   | ∫  | 38A, 279, 279B                                                                                     |
| 34                                                                          | ∫  | Szigetszentmiklós, adótorony                     | 18   | ∫  | |
| 36                                                                          | ∫  | Halásztelek, Akácos utca                         | 16   | ∫  | 688                                                                                                |
| 38                                                                          | 0  | Halásztelek, Ady Endre utca vonalközi végállomás | 13   | 13 | 688                                                                                                |
| 40                                                                          | 2  | Halásztelek, Kisgyár utca                        | 11   | 11 | 672, 688                                                                                           |
| 42                                                                          | 4  | Halásztelek, Kossuth Lajos utca                  | 9    | 9  | 672, 688                                                                                           |
| 43                                                                          | 6  | Halásztelek, Diófasor utca                       | 7    | 7  | 672                                                                                                |
| 45                                                                          | 8  | Hangárok                                         | 4    | 4  | 672                                                                                                |
| 47                                                                          | 45 | Dunai Repülőgépgyár                              | 2    | 2  | 672                                                                                                |
| 49                                                                          | 47 | Szigethalom, HÉV-átjáró (HÉV-állomás)            | ∫    | ∫  | 673, 675, 676                                                                                      |
| 50                                                                          | 48 | Szigethalom, autóbusz-állomás végállomás         | 0    | 0  | 660, 661, 663, 664, 665, 667, 668, 672, 673, 674, 675, 676, 684, 689, 691, 692, 693, 694, 695, 696 |